# Изобразительное искусство (видавництво)
«Изобразительное искусство» (укр. Образотворче мистецтво)— радянське спеціалізоване видавництво.

## Історія
Засноване 1930 року в Москві. До 1938, а також у період 1953—1963 називалося ИЗОГИЗ. Протягом 1963—1969 перебувало в складі видавництва «Советский художник». Входило до системи Держкомвидаву СРСР.
Випускало художню образотворчу продукцію, монографії, книги, підручники і навчальні посібники з образотворчого мистецтва, плакати, поштові листівки, праці Академії мистецтв СРСР.
Видавничі серії
- Прогресивні художники світу
- Герої Громадянської війни